# Berufsjäger

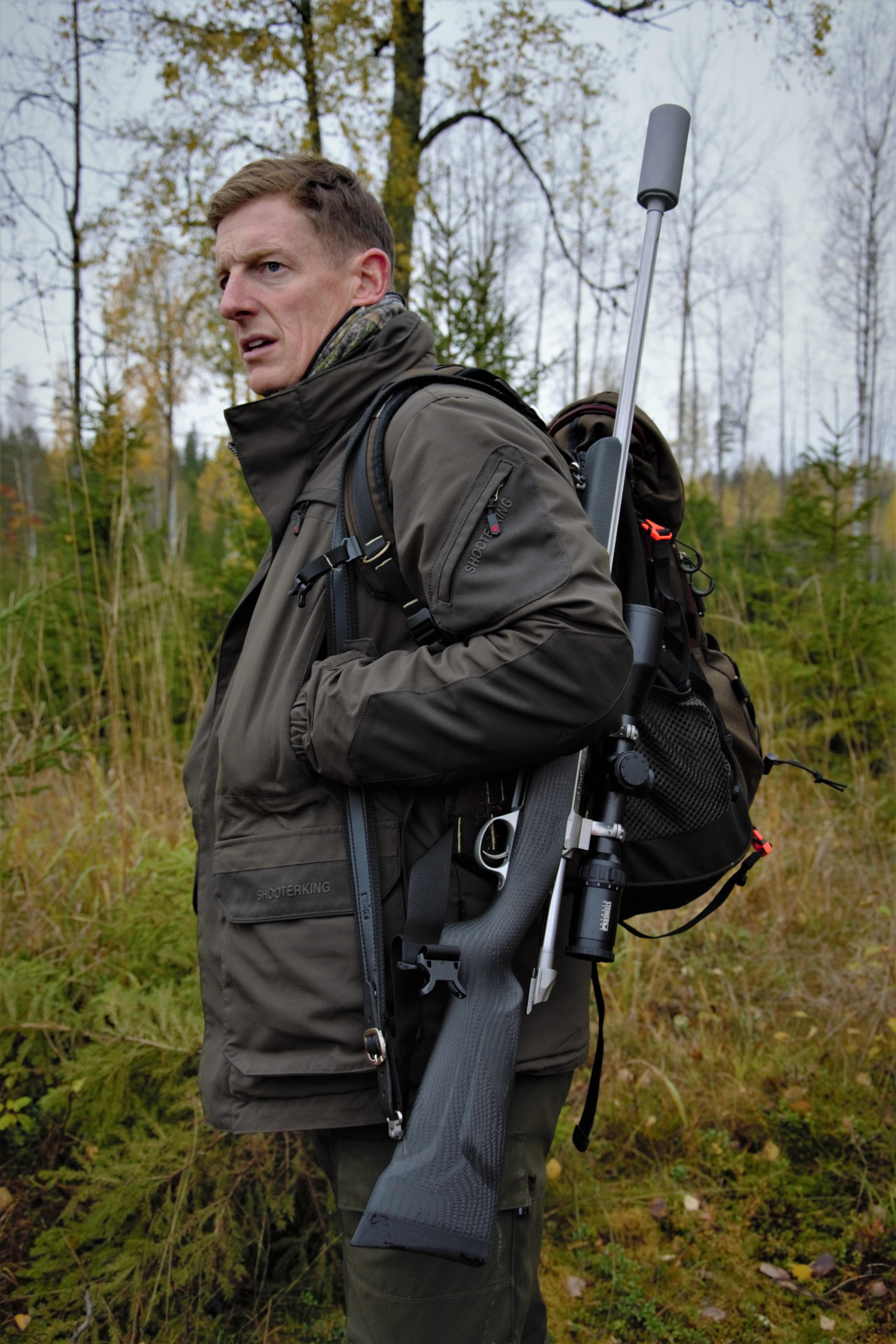
Paul Childerley, ein als professional stalker und gamekeeper aktiver englischer Berufsjäger

Beim Berufsjäger handelt es sich um einen Jäger, der die Jagd beruflich ausübt.
Die Bezeichnung wird im allgemeinen deutschen Sprachgebrauch, in der Jagdgesetzgebung sowie der Fachliteratur als Oberbegriff auf verschiedene Erscheinungsformen von beruflich tätigen Jägern angewandt, so z. B. in Deutschland und Österreich auf die dual in Betrieb und Berufsschule ausgebildeten Berufsjäger sowie die jagdlich aktiven Förster, die lizenzierten professional hunter in Südafrika, die professional stalker und gamekeeper in Großbritannien, die kantonalen Wildhüter der Schweiz, die auf eigene Rechnung arbeitenden Trapper Nordamerikas und die zur Verhinderung von Vogelschlag auf Flughäfen angestellten bird controller.

## Deutschland

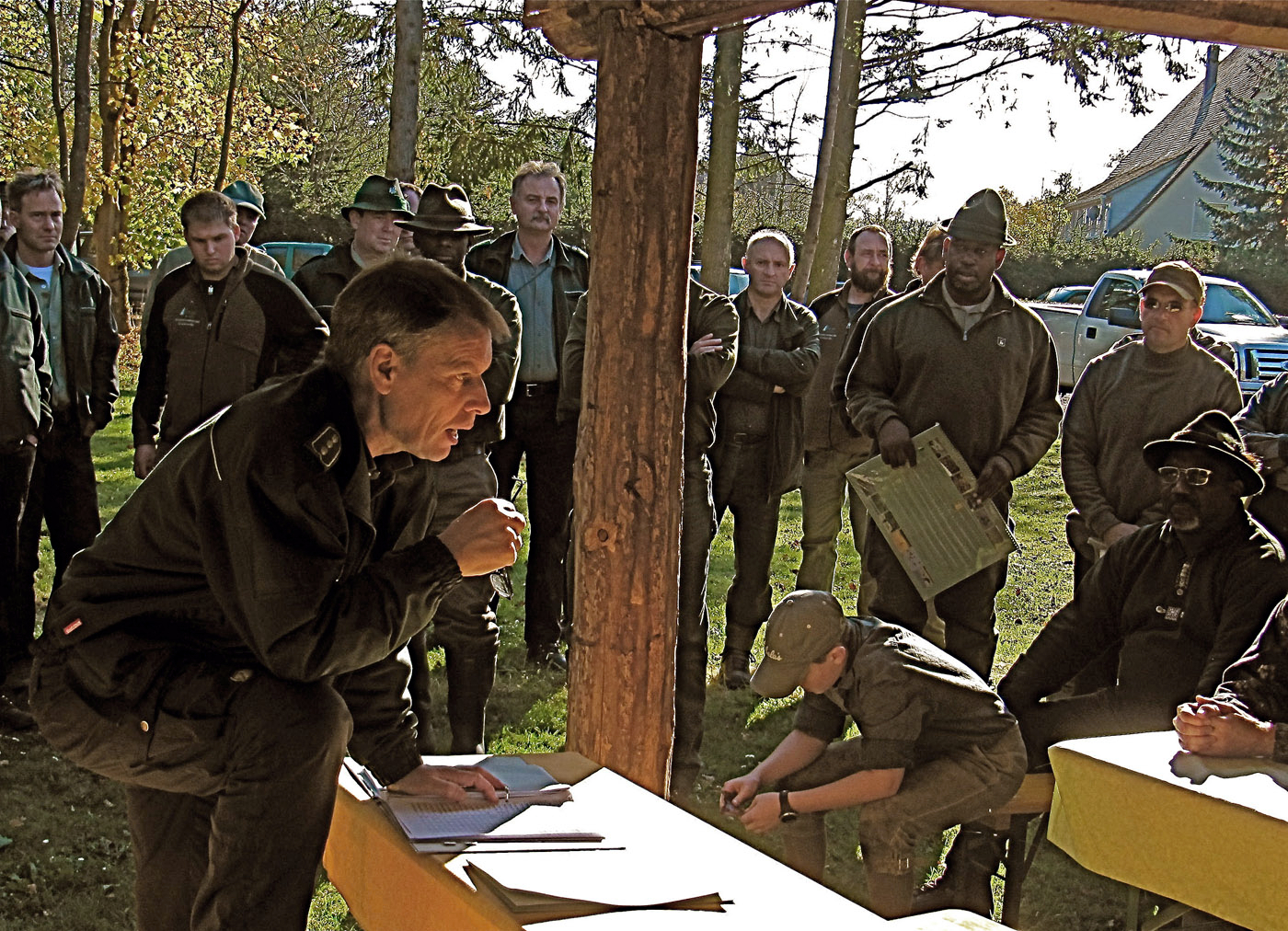
Forstdirektor Ulrich Maushake, Leiter des Bundesforstamtes Grafenwöhr, bei der Einweisung der überwiegend US-amerikanischen Schützen vor einer Drückjagd auf dem Truppenübungsplatz Grafenwöhr

Unter der Bezeichnung Revierjäger existiert ein nach Berufsbildungsgesetz staatlich anerkannter Ausbildungsberuf zum Berufsjäger. Insgesamt gibt es rund eintausend ausgebildete Revierjäger. Daneben gibt es unter den mehreren tausend deutschen Forstleuten eine nicht näher bestimmte Zahl von Förstern im Außendienst, die funktionell als Berufsjäger tätig sind.
Beschäftigung finden Berufsjäger in Deutschland vor allem in Jagd- und Forstbetrieben, in Schutzgebieten (oft unter der Bezeichnung Wildhüter) sowie in der jagdlichen Aus- und Weiterbildung. Sie organisieren den Jagdbetrieb, beobachten die vorhandenen Wildbestände, erledigen notwendige Abschüsse, ergreifen gezielte Maßnahmen zum Wild- und Jagdschutz, fördern seltenes oder erwünschtes und reduzieren schädliches oder unerwünschtes Wild, führen Einzel- und Gesellschaftsjagden durch, begleiten Jagdgäste und verwerten anfallendes Wildbret.

### Berufsausbildung zum Revierjäger

#### Ausbildungsdauer und Struktur
Die Ausbildungsdauer zum Revierjäger (RJ) beträgt in der Regel drei Jahre. Die Ausbildung erfolgt an den Lernorten Betrieb und Berufsschule. Aktuell gibt es zwei Berufsschulen für Berufsjäger, eine in Bayern (Traunstein) und eine in Niedersachsen (Berufsfachschule Northeim). Es handelt sich um einen Monoberuf.

#### Inhalte
Zu den Inhalten des 2010 von dem Bundesinstitut für Berufsbildung (BiBB) in Hinblick auf Tierschutz aktualisierten Berufsbildes zählen gemäß Ausbildungsordnung:
1. Jagd- und Reviermanagement, betriebliche Abläufe und Organisation, wirtschaftliche Zusammenhänge
2. Wildbewirtschaftung, Wildverwertung
3. Tier- und Artenschutz, Hege
4. Jagdreviergestaltung
5. Naturschutz, ökologische Zusammenhänge und Nachhaltigkeit, Monitoring
6. Waffenkunde, Jagdwaffen und -geräte
7. Halten und Führen von Jagdhilfstieren
8. Rechtsgrundlagen des Jagdwesens, Wild- und Jagdschutz
9. Öffentlichkeitsarbeit, Wild- und Naturpädagogik

#### Weiterbildungsmöglichkeiten
Nach abgeschlossener Berufsausbildung und zweijähriger Berufspraxis können sich Revierjäger nach Lehrgang und bestandener Meisterprüfung zum Revierjagdmeister (RJM) weiterqualifizieren und als solche selbst Berufsjäger-Lehrlinge ausbilden. Zur Meisterprüfung wird auch zugelassen, wer eine mindestens dreijährige Berufspraxis in einem anderen anerkannten landwirtschaftlichen Ausbildungsberuf oder eine mindestens fünfjährige Berufspraxis nachweist. Die Berufspraxis muss im Bereich des Berufsjagdwesens nachgewiesen werden. Bei Studieninteresse und entsprechender Voraussetzung ist ein Biologie-Studium möglich.

#### Ehrentitel
An besonders verdiente Revierjagdmeister werden vom Bundesverband Deutscher Berufsjäger und dem Bund Bayrischer Berufsjäger die Ehrentitel eines zunächst Revieroberjägers (ROJ) und später Wildmeisters (WM) verliehen.

## Österreich

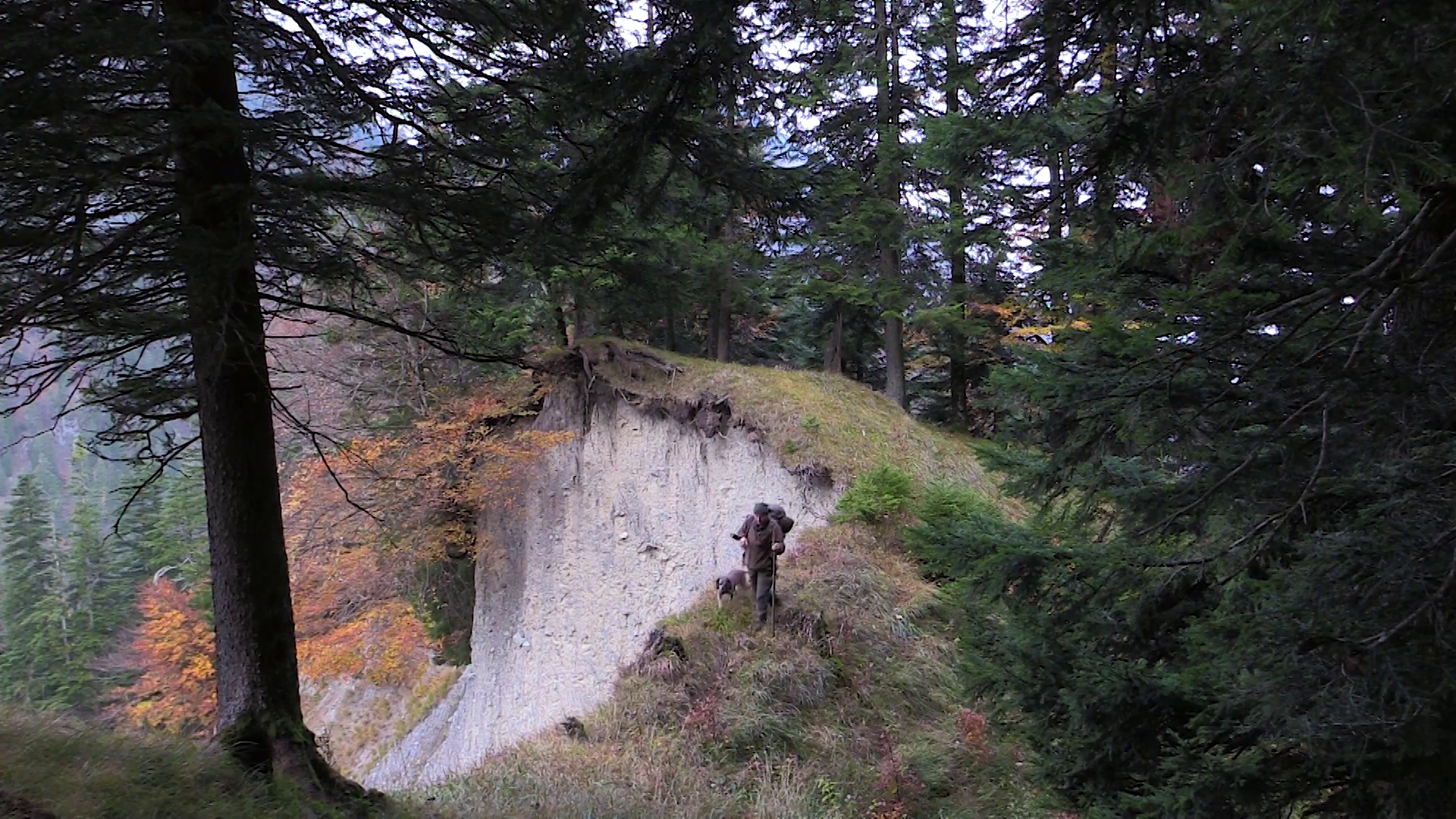
Österreichischer Berufsjäger beim Aufstieg in die Vorarlberger Alpen

In den österreichischen Bundesländern, die für das Jagdrecht alleinverantwortlich sind, existieren staatlich anerkannte Ausbildungsordnungen für den Lehrberuf Berufsjäger. Die rund 500 österreichischen Berufsjäger stellen lediglich 0,4 % der Jäger im Land, betreuen aber 13 % aller Jagdflächen in Österreich. Anstellung finden sie bei Jagdpächtern, Grundeigentümern, Jagdgenossenschaften und Nationalparks.

## Schweden
Die in Schweden yrkesjägare genannten Berufsjäger sind meist Angestellte von privaten oder staatlichen Großgrundbesitzern. Viele absolvieren die Berufsausbildung zum viltmästare, die eine über vier Jahre dauernde praktische und theoretische Ausbildung umfasst. Berufsjäger betreuen eine Fläche von rund 3 Millionen Hektar, was etwa sieben Prozent der Gesamtfläche Schwedens entspricht.

## Schweiz
Da das subjektive Jagdrecht gemäß Schweizer Jagdrecht als sogenanntes Jagdregal in den Händen der Kantone liegt und Grundbesitz, anders als in Deutschland und Österreich, keinerlei Jagdrechte verleiht, sind Berufsjäger in der Schweiz nur in Form der kantonalen Wildhut vertreten, wo sie hoheitliche Aufgaben wahrnehmen und den Jagdbetrieb organisieren. Im Kanton Genf ist die Wildhut wegen des Verbots der Milizjagd für alle anfallenden Abschüsse zuständig.

## Vereinigtes Königreich

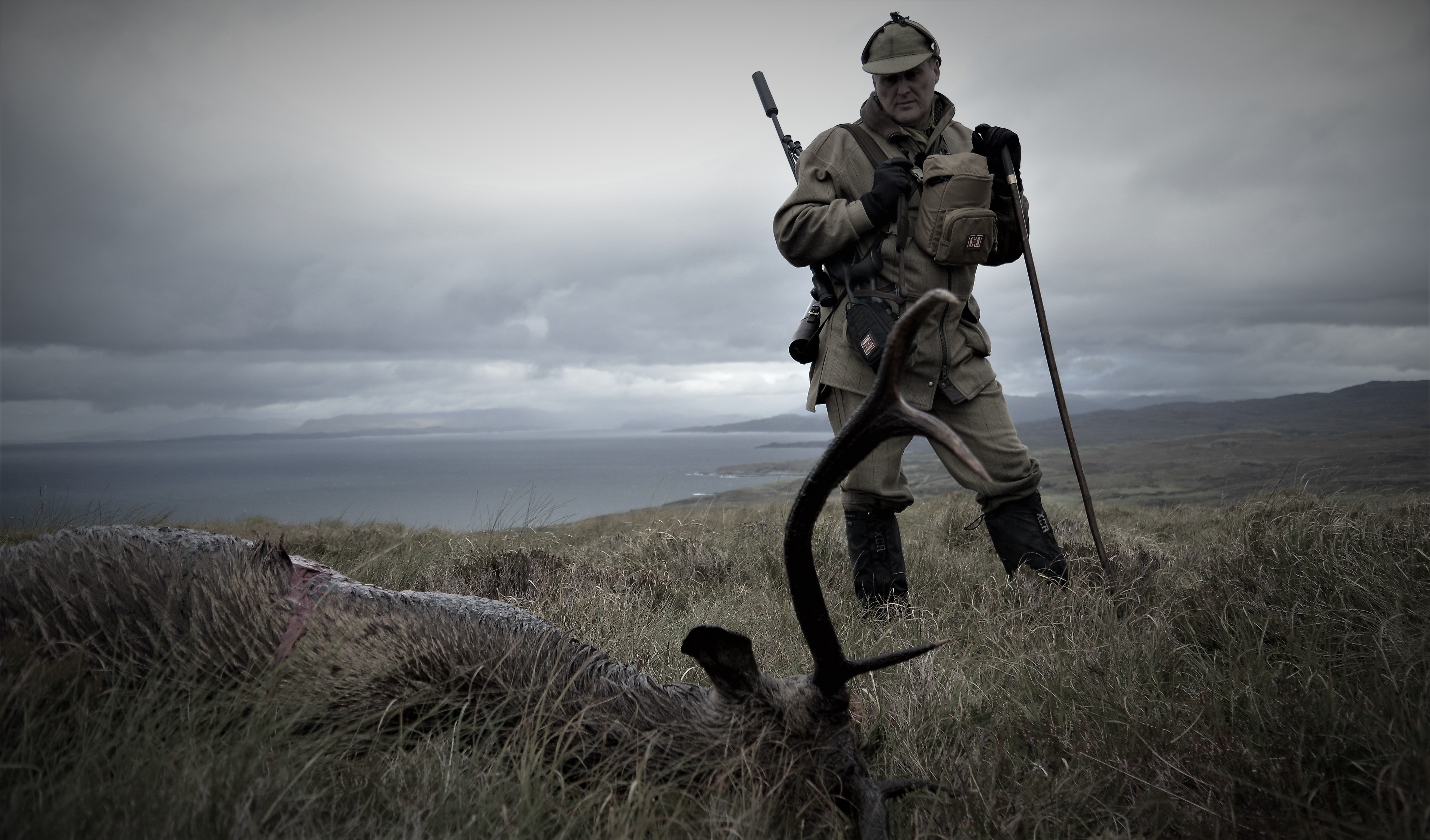
Schottischer Berufsjäger neben einem auf der Pirsch erlegten Rothirsch

Auf den britischen Inseln werden bei Großgrundbesitzern angestellte Berufsjäger als professional stalker oder gamekeeper bezeichnet. Insbesondere in Schottland sind sie auf den großen Landgütern des britischen Adels tätig, wo sie für die Jagd auf Rothirsch, Moorschneehuhn, Rothuhn und Fasan verantwortlich sind. Während es zu ihren besten Zeiten vor dem Ersten Weltkrieg über 20.000 gamekeeper im Vereinigten Königreich gab, liegt die Zahl der in Vollzeit tätigen gamekeeper heute nach Angaben der National Gamekeepers Organisation bei rund 3000.

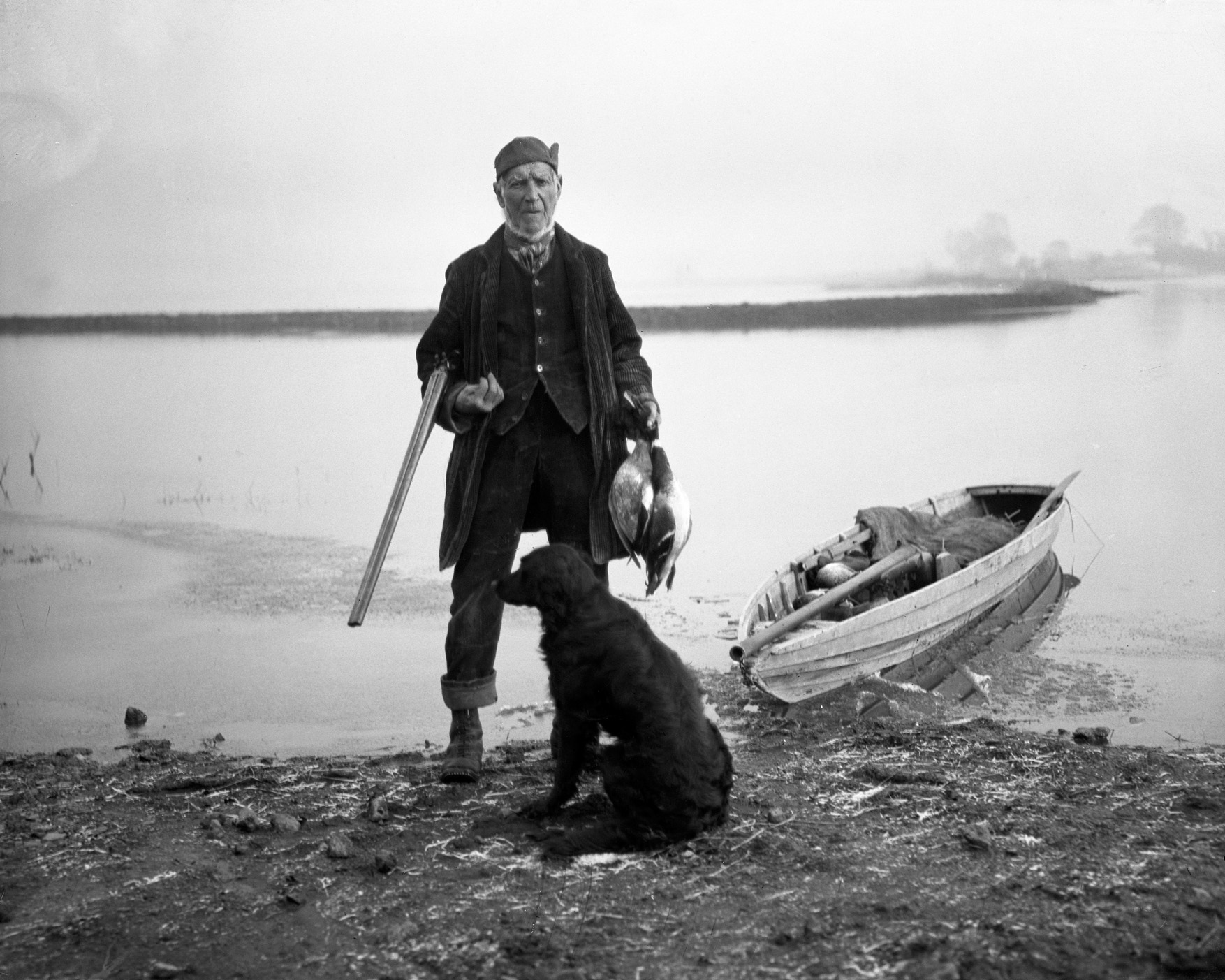
Snowden Slights, berufsmäßiger Wildvogeljäger aus Yorkshire, ca. 1910 – auf dem Boot rechts ist eine Punt Gun zu erkennen

Historisch gab es auch Berufsjäger, die durch den Verkauf ihrer eigenen Beute – nicht als Angestellte – ihren Lebensunterhalt bestritten (z. B. den Wildvogeljäger Snowden Slights, der als einer der letzten seiner Art galt und durch einen Bildband über seine Arbeit Bekanntheit erlangte).

## Vereinigte Staaten

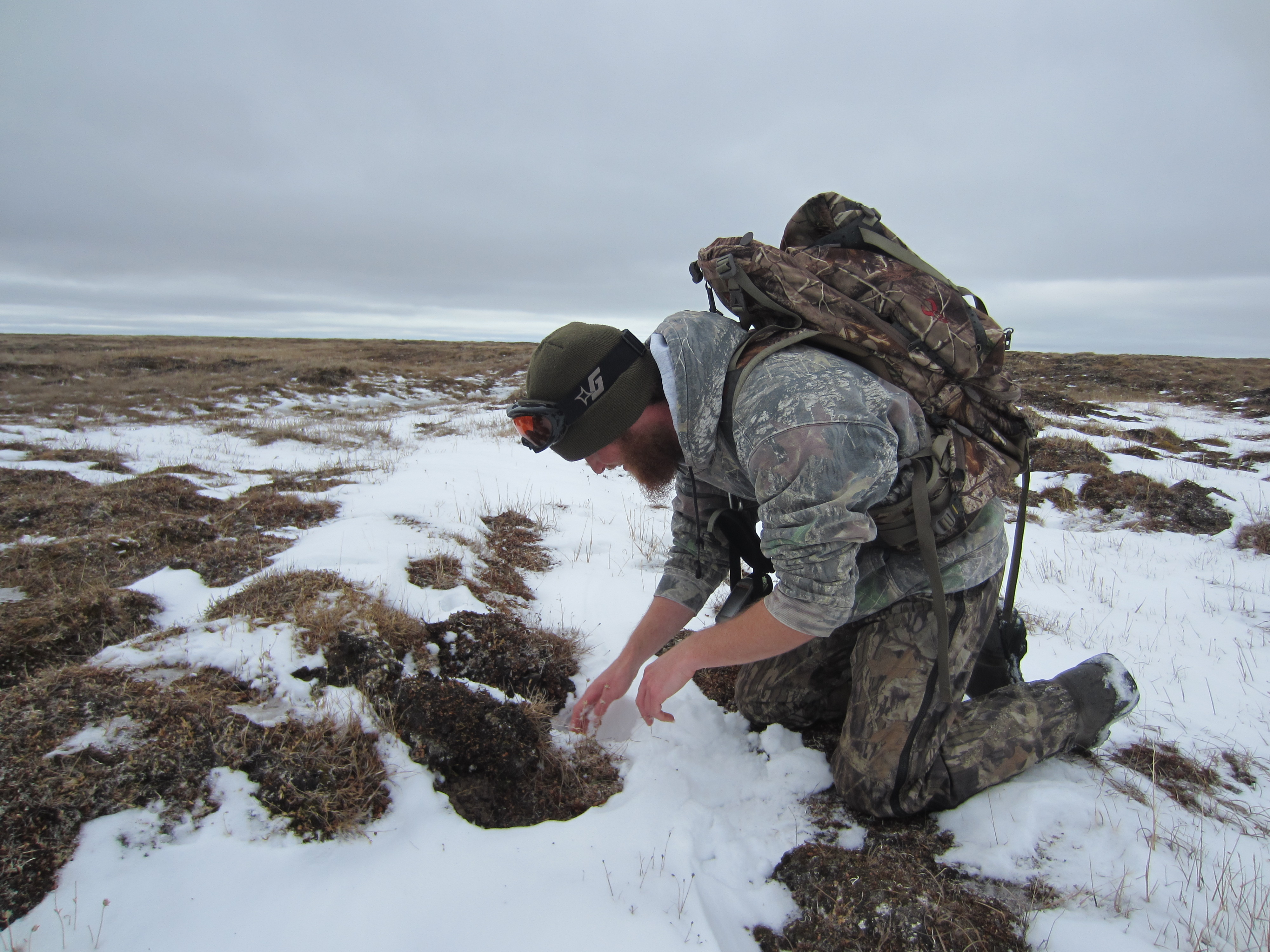
Berufsjäger der U.S. Wildlife Services beim Aufstellen einer Fuchsfalle im Brutgebiet von Eiderenten, Alaska

Die USA unterhalten mit den Wildlife Services eine dem Landwirtschaftsministerium unterstellte Bundesbehörde, die sich mit der Prävention von Wildschäden befasst und hierzu als professional hunter oder government trapper bezeichnete Berufsjäger beschäftigt.

## Afrika

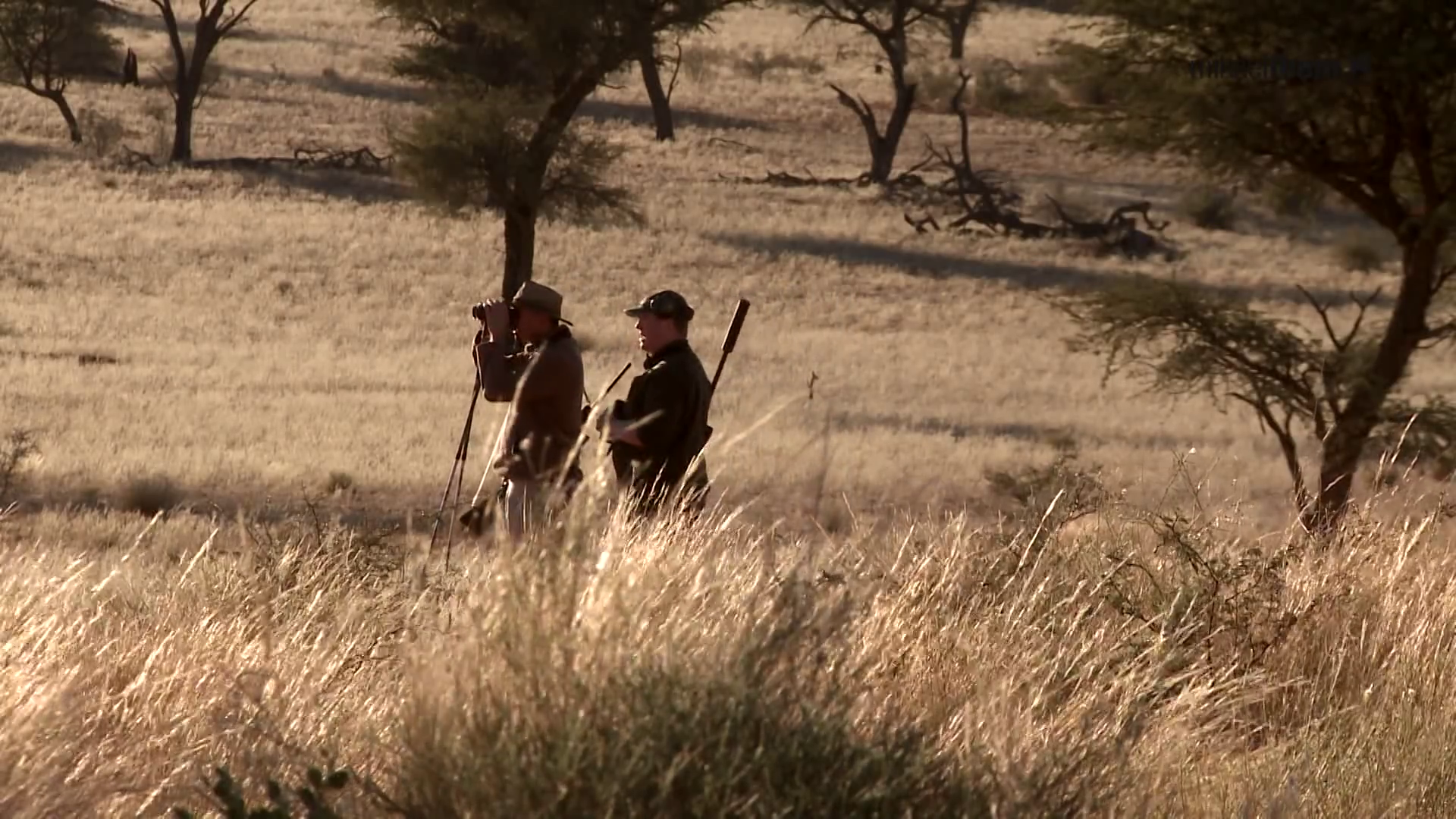
Professional hunter (links) mit Jagdgast (rechts) auf Jagdsafari in der namibischen Kalahari

Im südlichen und östlichen Afrika, insbesondere in Namibia, Südafrika, Simbabwe und Tansania, liegt der Fokus der lokalen professional hunter (PH) auf dem Führen von zahlungskräftigen, oft ausländischen Jagdgästen auf Jagdsafaris und dem Schutz vor Wilderern.

## Australien
In Australien gibt es eine Branche von Berufsjägern, die sich auf die Jagd von Kängurus spezialisiert hat und jährlich mehrere Millionen von diesen erlegt.

## Neuseeland
In Neuseeland wurden, beginnend mit den 1930er Jahren, die aus Europa eingebürgerten und sich rasant ausbreitenden Rothirsche von Berufsjägern reduziert. Mitte der 1960er Jahre begannen private Berufsjäger mit Abschüssen aus Helikoptern, was einem einzelnen Schützen ermöglichte, mehrere Hundert Hirsche pro Tag zu erlegen und abzutransportieren. Nach erfolgreicher Reduktion der Rothirschbestände wurden die staatlichen Abschussprogramme in den 1970ern zurückgefahren und Ende der 1980er Jahre weitgehend eingestellt. In weiten Teilen Neuseelands übernehmen heute private Freizeit- und Berufsjäger die Regulation der Rothirsche.